# Битвы при Беленджере

## Первая битва при Беленджере (652/653 год)
Битва при Беленджере была сражением, которое имело место во время Арабо-хазарской войны между армиями Хазарского каганата и Арабского халифата. Салман ибн Раби был арабским губернатором недавно захваченной Армении. Именно ему доверили завоевание земель к северу от Дербента. Салман вторгся на северный Кавказ в 652/653 году (по др. данным, в 649/650 году). Салман и его армия встретили хазарские силы возле города Беленджера. Армия арабов была уничтожена. Сам Салман погиб в сражении. Обе стороны в сражении использовали катапульты, метающие снаряды.
С этого времени Беленджер находился в центре арабо-хазарского противостояния. Из-за близости к границе Беленджер был первым крупным городом, который атаковали арабы, когда им удавалось выйти за Дербент. Арабский автор ал-Масуди (X век) даже называет его столицей Хазарии, что, однако, не подтверждается синхронными данными, где он обычно предстаёт отдельной областью с собственным правителем (сахибом).

## Вторая битва при Беленджере (722 год)
21 августа 722 года, согласно арабскому историку ат-Табари, арабские солдаты (30 000 воинов) под предводительством наместника провинции Азарбайджана и Арминии Джаррах ибн Абдаллах ал-Хаками пересекли Кавказ и напали на Беленджер. Хазары проиграли битву, город был захвачен и разрушен. Жители окружили город кольцом из связанных повозок, но кольцо это арабам удалось прорвать. Часть населения бежала, пленные были утоплены в окрестной реке. В руки арабов попали большие сокровища. Правитель Беленджера укрылся в Семендере, но затем вернулся (после того как Джаррах отдал ему захваченных в плен жену и детей), и признал власть арабов. Арабская армия захватила много добычи, и солдаты получили большие денежные суммы.

## Третья битва при Беленджере (731 год)
Один из последних боёв под Беленджером между арабами и хазарами произошёл в 731 году. Арабская армия под командованием Масламы ибн Абд ал-Малика разбила хазарскую армию. После этого арабские завоеватели продвинулись к Семендеру. В этой битве или вскоре после неё был убит сын кагана — Барджиль.